# Xã Guion, Quận Izard, Arkansas
Xã Guion (tiếng Anh: Guion Township) là một xã thuộc quận Izard, tiểu bang Arkansas, Hoa Kỳ. Năm 2010, dân số của xã này là 113 người.